# Resolutie 475 Veiligheidsraad Verenigde Naties
Resolutie 475 van de Veiligheidsraad van de Verenigde Naties werd op 27 juni 1980 door de vijftien leden van de VN-Veiligheidsraad aangenomen. Twaalf leden  stemden voor, geen enkel lid stemde tegen. Drie leden, Frankrijk, het Verenigd Koninkrijk en de
Verenigde Staten, onthielden zich.

## Achtergrond
In 1968 hadden de Verenigde Naties het mandaat dat Zuid-Afrika over Namibië had gekregen beëindigd. Het land weigerde echter te vertrekken, waarna de VN de Zuid-Afrikaanse administratie in Namibië illegaal verklaarden en Zuid-Afrika een wapenembargo oplegden. De buurlanden van Namibië die de Namibische onafhankelijkheidsstrijd steunden werden door Zuid-Afrika geïntimideerd met geregelde militaire invasies.

## Inhoud
De Veiligheidsraad:
- Heeft de vraag van Angola voor een dringende vergadering overwogen.
- Heeft de verklaring van Angola gehoord.
- Herinnert aan de resoluties 387, 428, 447 en 454 die de agressie van Zuid-Afrika tegen Angola veroordeelden.
- Is erg bezorgd om de escalatie van het geweld.
- Is ervan overtuigd dat deze daden bedoeld zijn om de onderhandelingen te storen, in het bijzonder inzake de uitvoering van resolutie 385.
- Betreurt de voornamelijk burgerdoden en de vernieling van onder meer bruggen en vee.
- Is bezorgd dat deze daden een patroon van geweld vormen met de bedoeling de steun van de landen aan het front (de buurlanden van Namibië) aan de Namibische bevrijdingsbewegingen te verzwakken.
- Weet dat maatregelen moeten worden genomen voor de wereldvrede.

1. Veroordeelt de Zuid-Afrikaanse invasies in Angola in schending van diens soevereiniteit en territoriale integriteit.
2. Veroordeelt ook het gebruik van Namibië als uitvalsbasis.
3. Eist dat Zuid-Afrika zich uit Angola terugtrekt en de schendingen van diens luchtruim stopzet.
4. Roept alle landen op het wapenembargo tegen Zuid-Afrika uit resolutie 418 na te leven.
5. Vraagt de lidstaten Angola en andere frontlanden te helpen met het versterken van hun verdediging.
6. Roept Zuid-Afrika op tot betaling van een volledige schadevergoeding aan Angola.
7. Beslist opnieuw bijeen te komen in geval van nieuwe schendingen van Angola's soevereiniteit en territoriale integriteit door Zuid-Afrika.
8. Besluit op de hoogte te blijven.

## Verwante resoluties
- Resolutie 466 Veiligheidsraad Verenigde Naties
- Resolutie 473 Veiligheidsraad Verenigde Naties
- Resolutie 503 Veiligheidsraad Verenigde Naties
- Resolutie 525 Veiligheidsraad Verenigde Naties

Lijst ·  462 ·  463 ·  464 ·  465 ·  466 ·  467 ·  468 ·  469 ·  470 ·  471 ·  472 ·  473 ·  474 ·  475 ·  476 ·  477 ·  478 ·  479 ·  480 ·  481 ·  482 ·  483 ·  484